# Giuseppe Mulè
Giuseppe Mulè (Termini Imerese, 28 giugno 1885 – Roma, 10 settembre 1951) è stato un compositore e direttore d'orchestra italiano.

## Biografia
Nato a Termini Imerese in provincia di Palermo, fu il quarto di cinque figli. All'età di 20 anni conseguì il diploma di violoncello e successivamente quello di composizione (sotto la guida di Guglielmo Zuelli) presso il Conservatorio di musica Vincenzo Bellini di Palermo.
Nel 1903, prima ancora di portare a termine gli studi accademici, compose un Largo per violoncello e pianoforte che fu utilizzato come sigla d'apertura nelle trasmissioni radiofoniche nazionali Eiar e Rai .
Conclusi gli studi al Conservatorio, Giuseppe Mulè si dedicò per qualche anno alla carriera di direttore d'orchestra.

Fu direttore del Conservatorio di Palermo dal 1922 al 1925, e successivamente coprì la stessa carica presso il Conservatorio di Santa Cecilia di Roma dal 1925 al 1945.
Fu segretario nazionale del Sindacato Nazionale Fascista Musicisti e, insieme ad Adriano Lualdi, capofila dell'area più reazionaria della poetica musicale del regime fascista. Durante il Ventennio osteggiò strenuamente con tutti i suoi mezzi ogni movimento di avanguardia modernista.
Era sposato con il soprano Lea Tumbarello (1893-1967).
Morì a Roma nel 1951 e fu sepolto nella sua Termini Imerese. Il figlio, Francesco Mulè, è stato un attore cinematografico e teatrale di successo.

## Opere
La musica di Giuseppe Mulè è oggi di rarissima esecuzione, anche a causa della sua scarsa originalità; le sue opere sono sovente basate su sistemi modali, con ampi e pedissequi richiami coloristici alla tonalità.
I lavori di Mulè, compresa la produzione cameristica ed i brani sinfonici, sono generalmente pervasi da un folklorismo strapaesano, spesso riferentesi alla sua regione natìa, che rispecchia fedelmente i dettami della cultura fascista.

### Brani sinfonici
- Ouverture eroica
- Sicilia canora, suite sinfonica in due tempi { 1. Una notte a Taormina [con voce di tenore] - 2. Fioriscono gli aranci } (1917)
- 3 canti siciliani per voce solista e orchestra { 1. Canto del carcerato - 2. Ninna Nanna - 3. Filastrocca } (1930)
- La vendemmia, poema sinfonico (1936)

### Oratorio e opera lirica

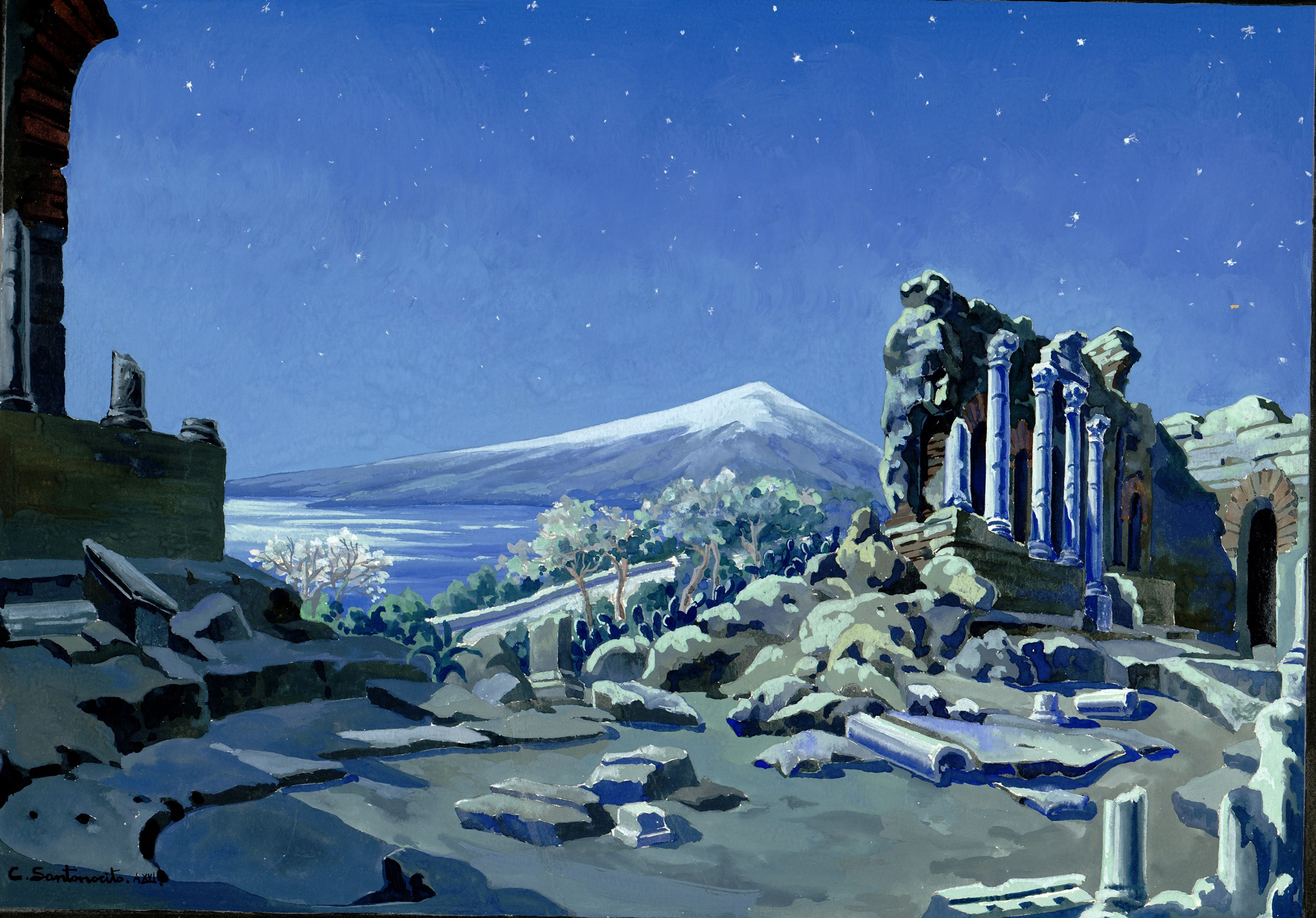
Paesaggio con resti archeologici, bozzetto per Taormina (1937).
Archivio Storico Ricordi

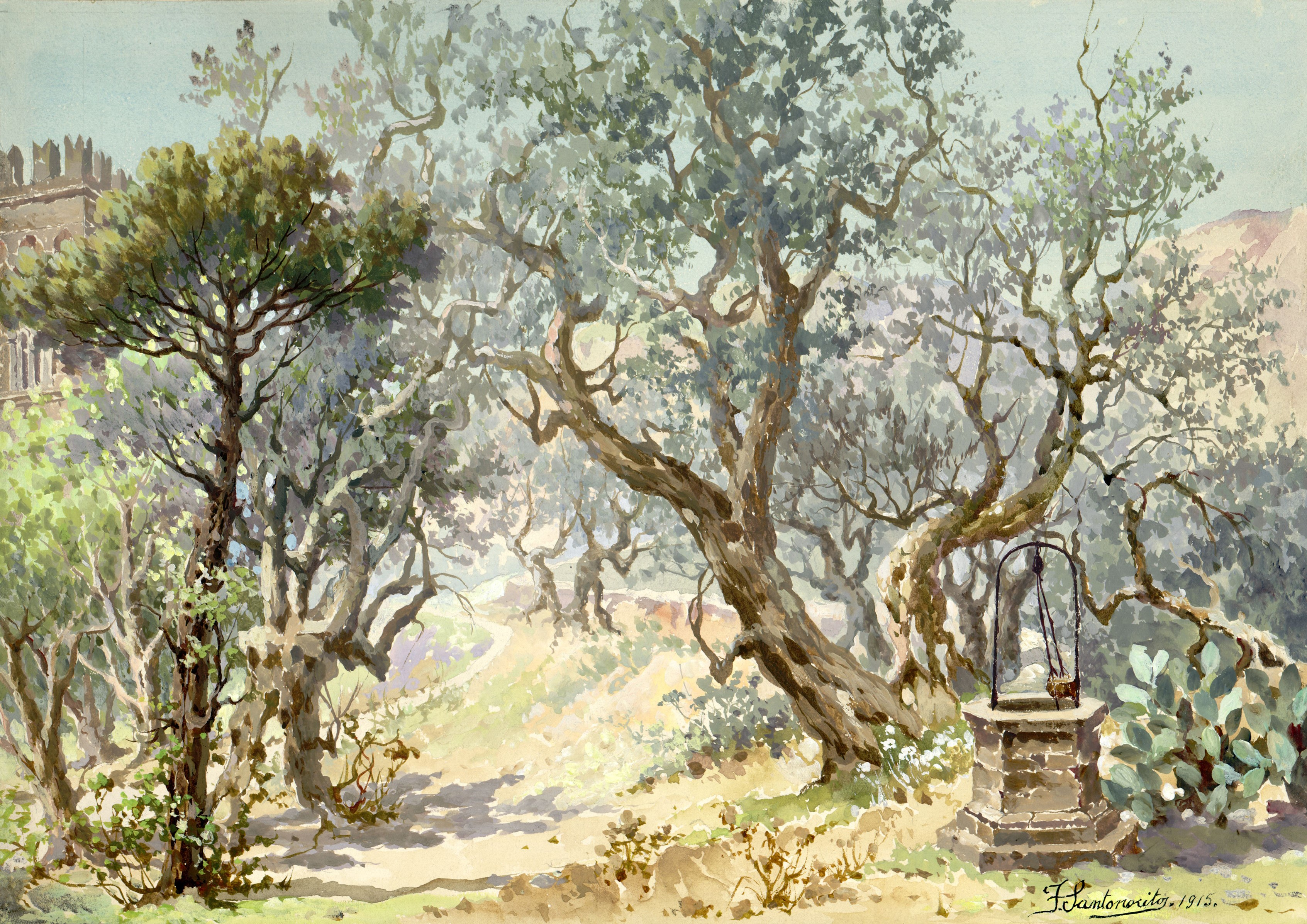
Pittoresco oliveto presso Borgetto, bozzetto per Al lupo!, atto 1 (1915).
Archivio Storico Ricordi

Compose l'oratorio Il cieco di Gerico (1910) e le seguenti opere teatrali
- La baronessa di Carini, tragedia lirica in 1 atto (1912) al Teatro Massimo Vittorio Emanuele di Palermo
- Al lupo! (1919)
- La monacella della fontana, opera in 2 atti, libretto di Giuseppe Adami (1923 al Teatro Verdi (Trieste))
- Dafni (1928 al Teatro dell'Opera di Roma diretta da Gino Marinuzzi (1882-1945) con Bianca Scacciati)
- Liolà (dall'omonima commedia di Luigi Pirandello, 1935)
- Taormina (1938)
- La zolfara (1941) al Teatro Massimo Vittorio Emanuele di Palermo con Pia Tassinari e Giuseppe Valdengo

### Musiche di scena
Compose le musiche di scena per alcune tragedie greche rappresentate a Siracusa, a Paestum ed alle Terme di Caracalla di Roma, quali: 
- Coefore di Eschilo (1921)
- Le Baccanti di Euripide, Edipo re di Sofocle (1922)
- Sette contro Tebe di Eschilo, Antigone di Sofocle (1924)
- Medea e Il ciclope di Euripide, I Satiri alla caccia di Sofocle, Le nuvole di Aristofane (1927)
- Ifigenia in Aulide di Euripide (1930)
- La Fattura di Teocrito (1932)
- Ifigenia in Tauride di Euripide (1933)
- Ippolito di Euripide (1936)

### Musiche da film
Scrisse inoltre le colonne sonore dei seguenti film:
- Jeanne Doré, regia di Mario Bonnard (1939)
- Ultima giovinezza, regia di Jeff Musso (1939)
- Lucrezia Borgia, regia di Hans Hinrich (1940)
- Processo e morte di Socrate, regia di Corrado D'Errico (1940)
- Lettere al sottotenente, regia di Goffredo Alessandrini (1943)